# Bruno Senna
Bruno Senna Lalli (São Paulo, Brasil, 15 d'octubre de 1983) és un expilot de Fórmula 1 brasiler, nebot del mític tricampió mundial de l'especialitat Ayrton Senna, germà de la seva mare. El seu pare morí en un accident de motocicleta el 1995.

## Trajectòria
Bruno Senna donà els seus primers passos automobilístics en proves de kàrting al Brasil, on una lesió i la falta d'experiència el feren passar inadvertit. L'any 2004 disputà dos curses del campionat britànic de F-BMW i una de la F3 a Macau.

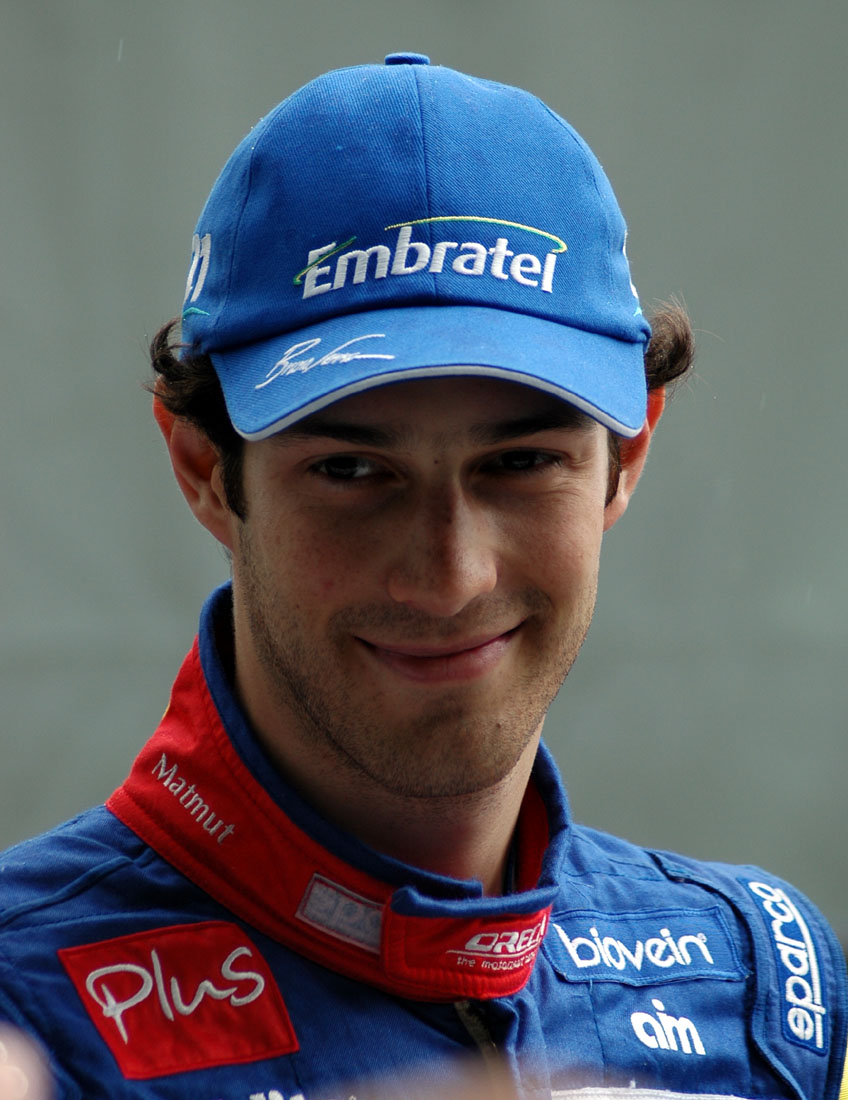
Bruno Senna l'any 2009.

La temporada 2005 participà en el campionat de F3 britànic, aconseguint al llarg de la temporada una pole position i 3 podis, experiència bàsica per a la següent temporada aconseguir les seves primeres victòries i acabar 3r del campionat 2006.
L'any 2007 donà el salt a les GP2 Series, avantsala de la Fórmula 1, on aconseguí una victòria al Circuit de Catalunya i tres podis més al llarg de la temporada, finalitzant 8é del certamen. La temporada 2008 aconseguiria 2 victòries i 5 podis, aconseguint el subcampionat, essent tan sols superat per Giorgio Pantano.
Senna aspirava a donar el salt a la Fórmula 1 la temporada 2009 de la mà d'Honda, però l'escuderia finalment no participà en el campionat. Per això Senna va signar amb Oreca per córrer les 24 Hores de Le Mans i, a continuació, va estendre la seva vinculació per disputar la temporada 2009 completa.
L'any 2010 entra finalment a la Fórmula 1 com a pilot de l'equip Campos Meta. El 2011 passa a Lotus Renault, en qualitat de pilot reserva i provador, però una lesió de Robert Kubica i les males actuacions de Nick Heidfeld, van permetre a Senna condur el monoplaça el darrer terç de campionat. El 2012, la seva última temporada al mundial, corre amb Williams. L'equip britànic va reemplaçar-lo l'any següent pel finés Valtteri Bottas.
Després de deixar la F1, Bruno va explorar diverses competicions automobilístiques de resistència. Ha disputat diverses temporades del World Endurance Championship —dos anys amb Aston Martin (2013 i 2014) i 4 amb Rebellion Racing (de 2017 a 2021)— i entre 2014 i 2016 va córrer a la Fórmula E amb Mahindra Racing.
Des de 2022, el brasiler s'ha involucrat en el desenvolupament d'una nova competició, EXA series, una competició de drons elèctrics teledirigits.